# 杉津パーキングエリア
杉津パーキングエリア（すいづパーキングエリア）は、福井県敦賀市杉津にある北陸自動車道のパーキングエリアである。

## 概要
敦賀トンネルの米原側の出入口にある。敦賀湾を見下ろす景勝の地にあり、上り線は北陸本線旧線の杉津駅の跡地を利用している。
また、当PA付近は上り・下りの車線が左右逆転しており、上り線は下り線より土地が低い位置にある。

## 施設

### 上り線（米原・小浜方面）
- 駐車場
  - 大型 14台[2]
  - 小型 30台[2]
- トイレ
  - 男性 大3・小10
  - 女性 10
  - 車椅子用 1
- フードコート（7:30 - 20:00）
- スーベニア（7:30 - 20:00）
- 自動販売機
- ぷらっとパーク（7:00 - 21:00）

### 下り線（新潟・高山方面）

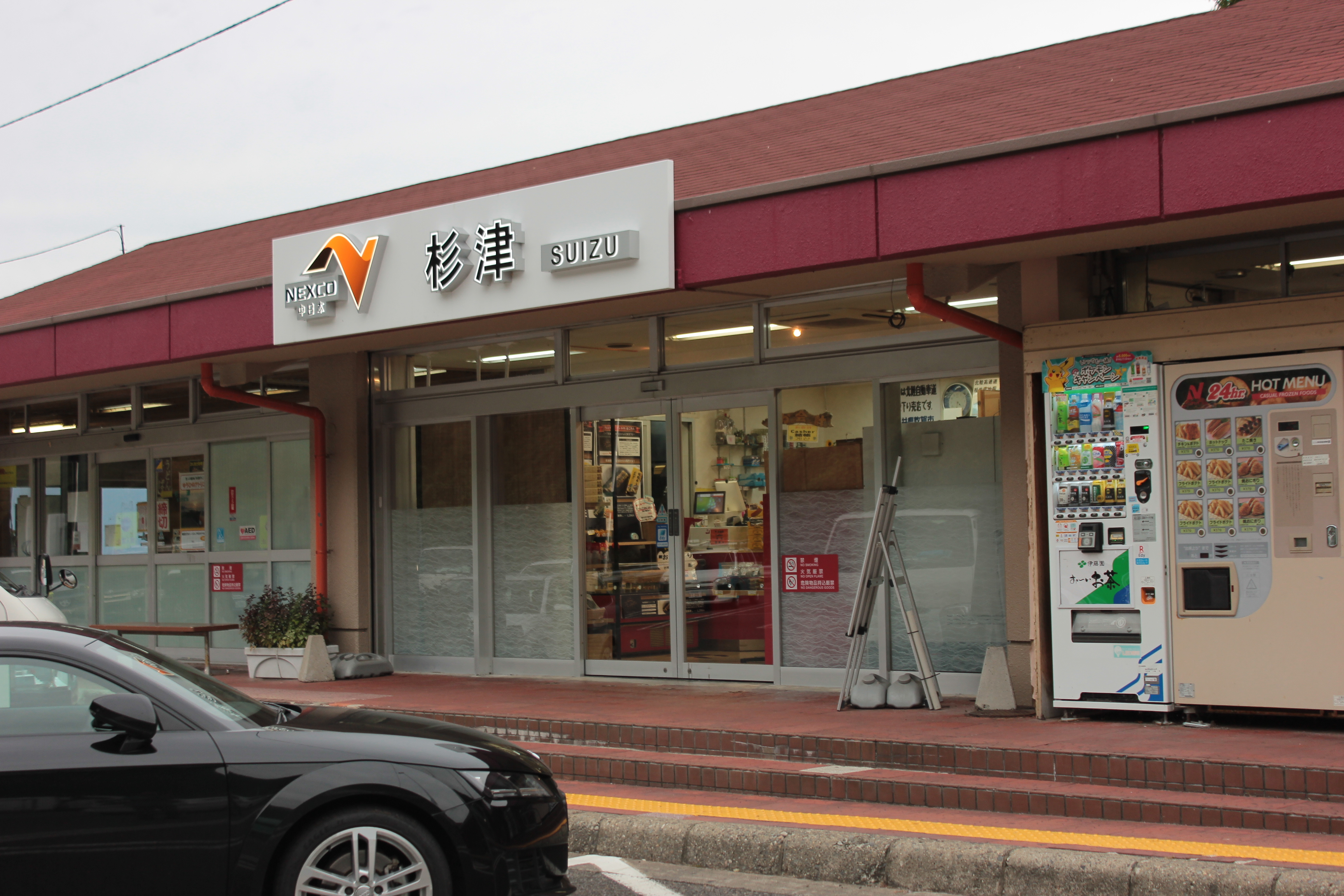
下り線

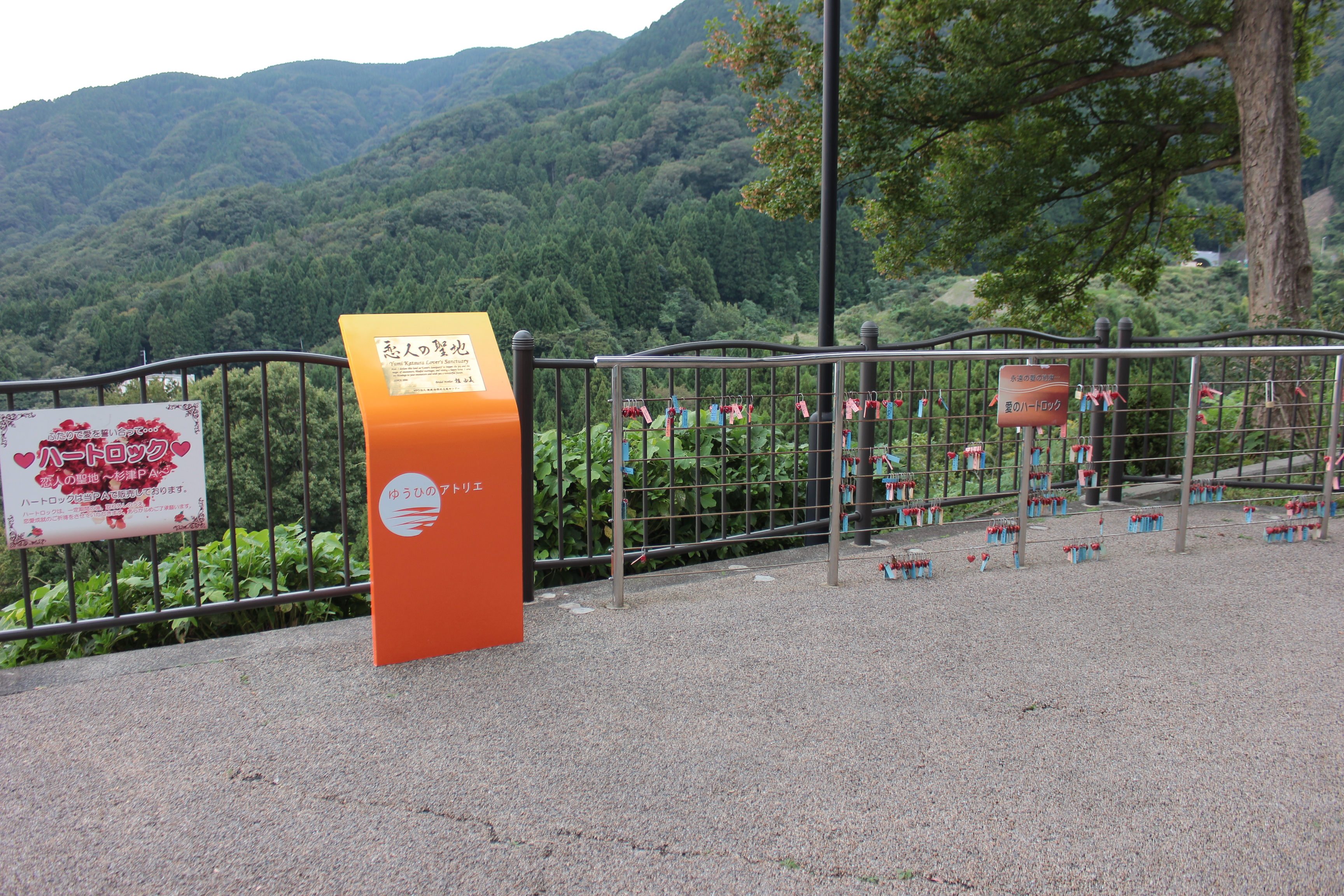
恋人の聖地に認定された「夕日のアトリエ」。

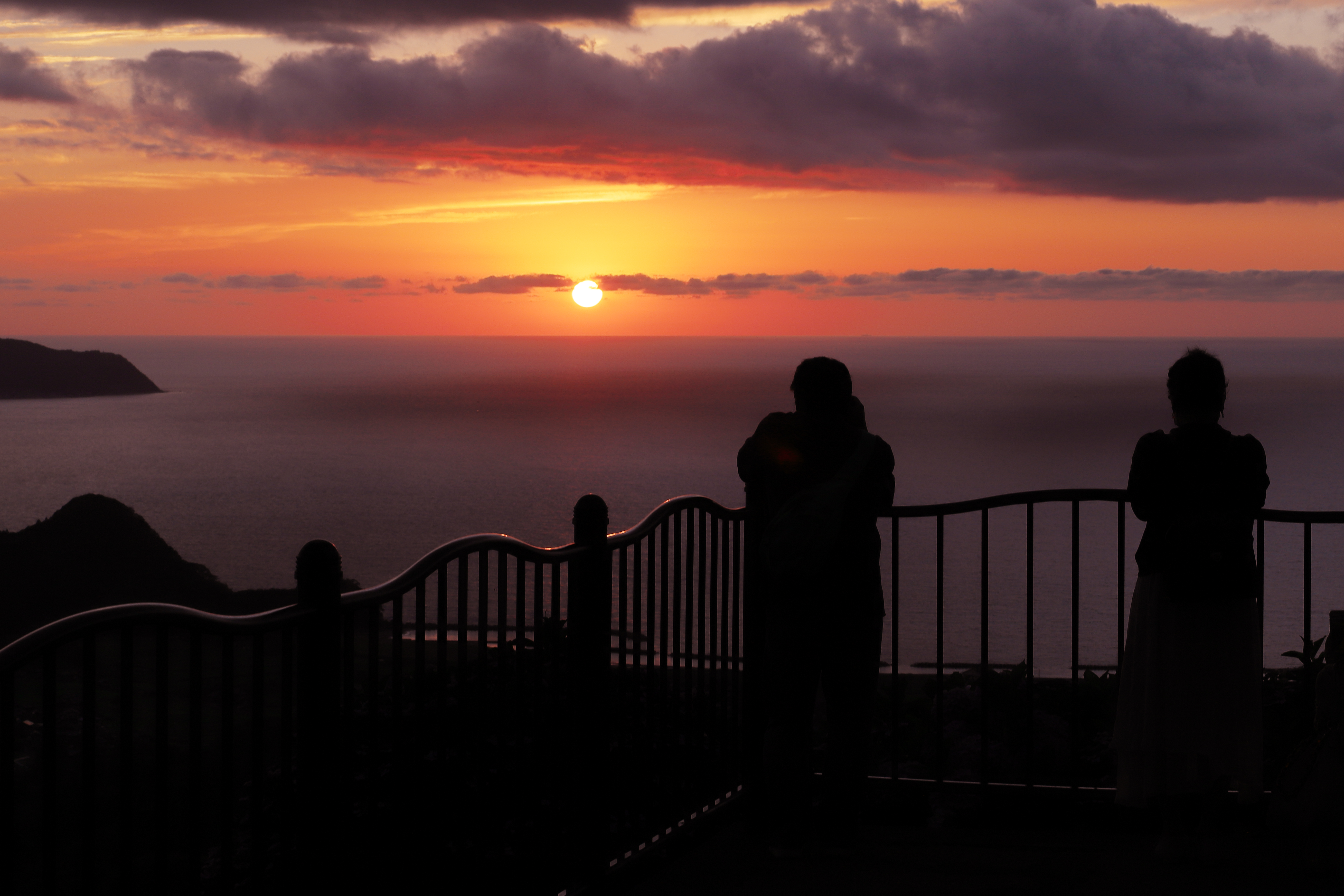
「夕日のアトリエ」から見る夕日

パーキングエリア内に設置された展望台には「夕日のアトリエ」の愛称が付けられており、2009年（平成21年）には恋人の聖地に認定されている。
- 駐車場
  - 大型 14台[2]
  - 小型 20台[2]
- トイレ
  - 男性 大3・小10
  - 女性 10
  - 車椅子用 1
- フードコート（7:30 - 19:30）
- ショッピングコーナー（7:30 - 19:30） - ゆうひのアトリエで鍵をかけるための、南京錠の「愛のハートロック」を販売している[9]。
- 自動販売機
- ぷらっとパーク（7:30 - 19:30）

## 隣
E8 北陸自動車道
(4)敦賀IC - 杉津PA - (5)今庄IC

## ギャラリー

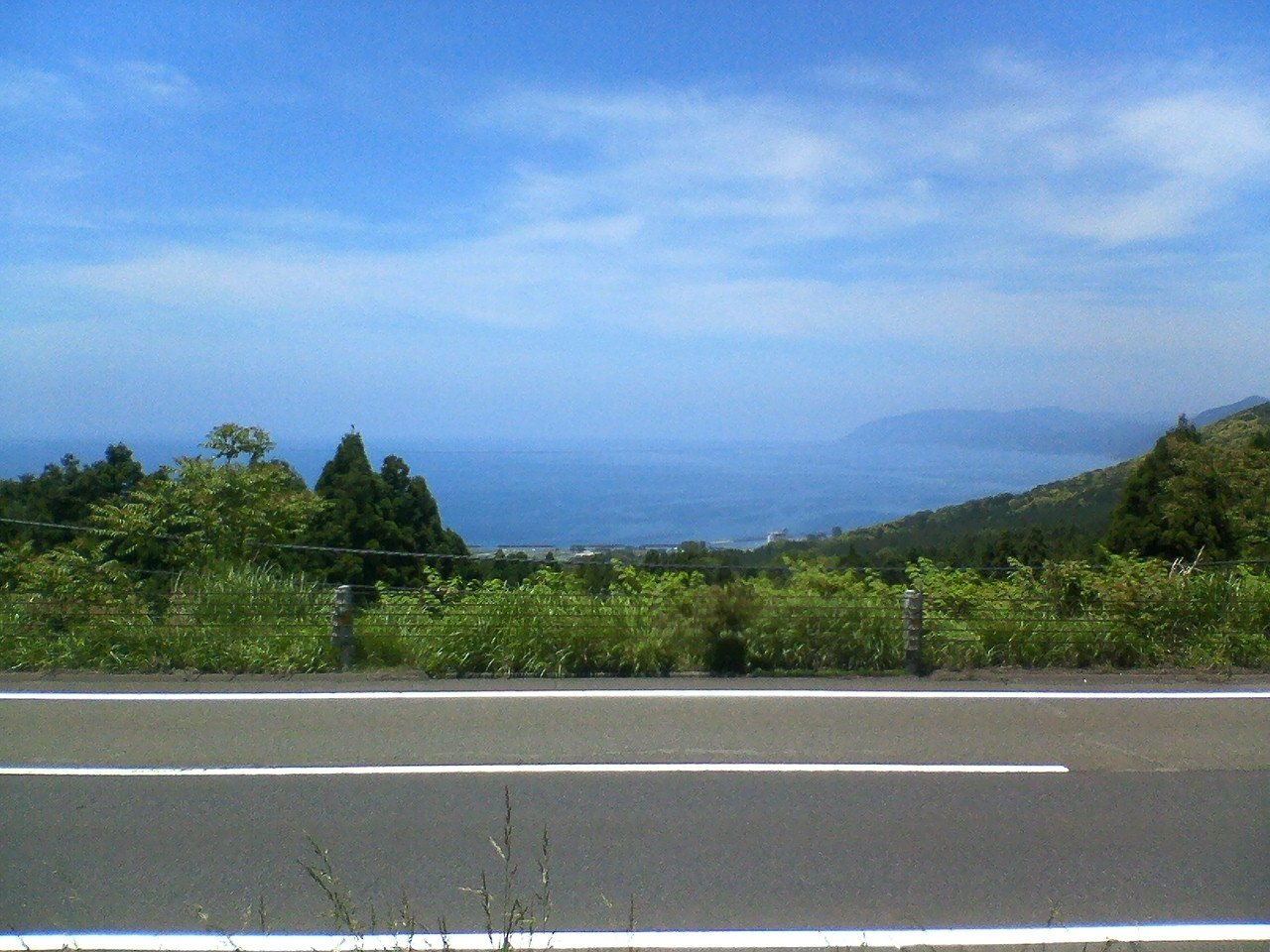
上り線 杉津PAから敦賀湾を望む
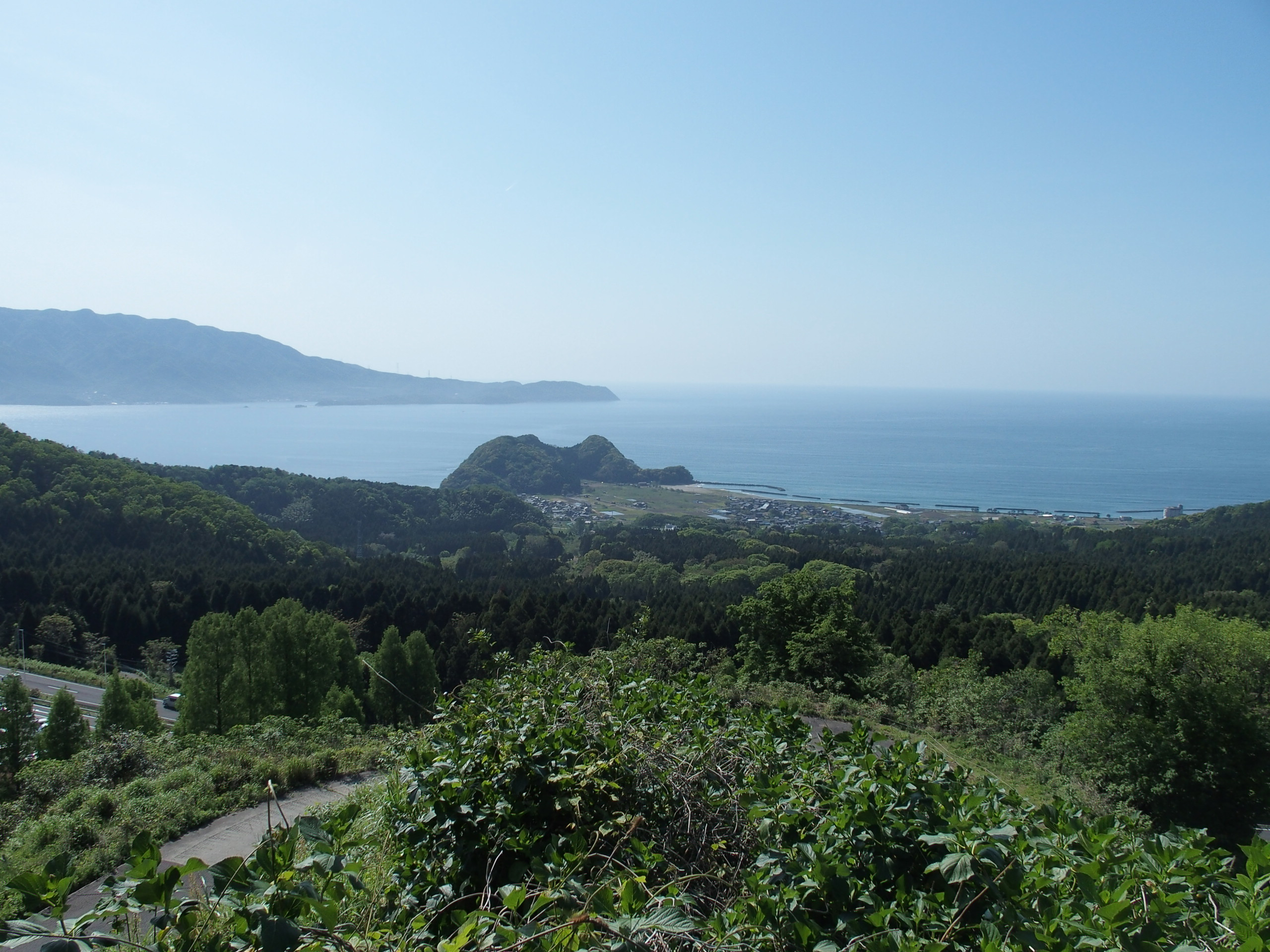
下り線 杉津PAのゆうひのアトリエから敦賀湾を望む
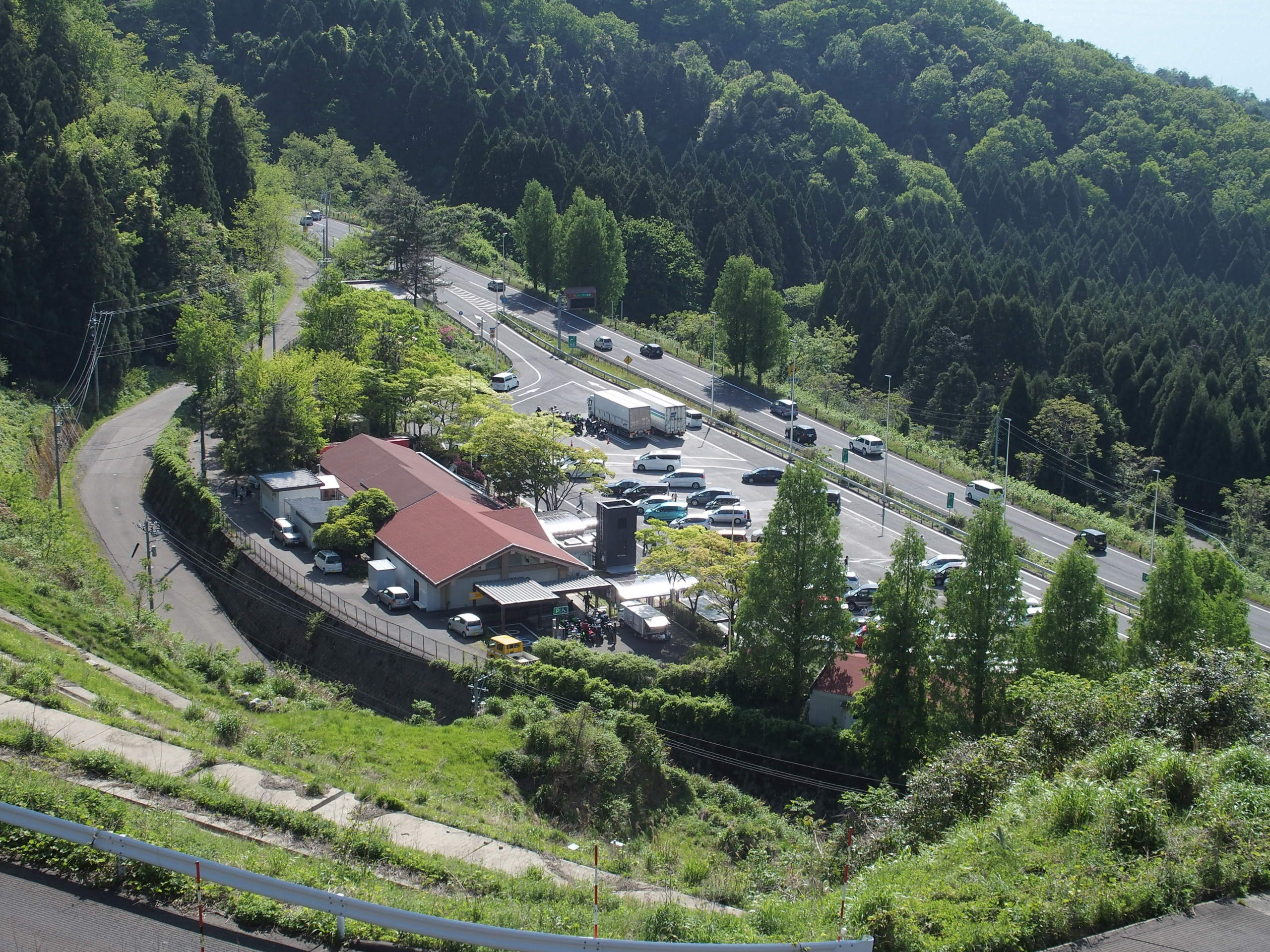
下り線 杉津PAから上り線 杉津PAを望む
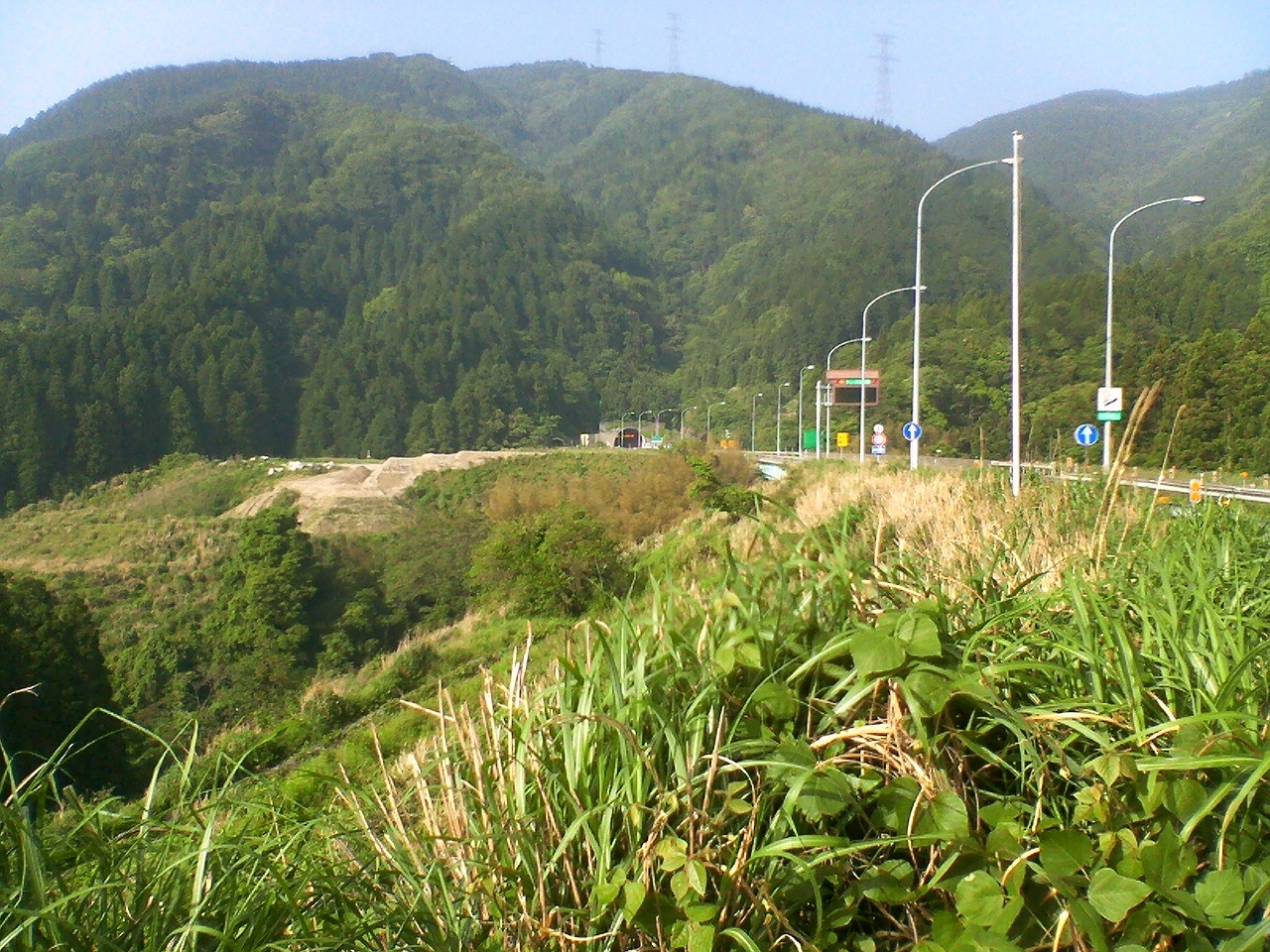
下り線 杉津PAから敦賀トンネル入口を望む
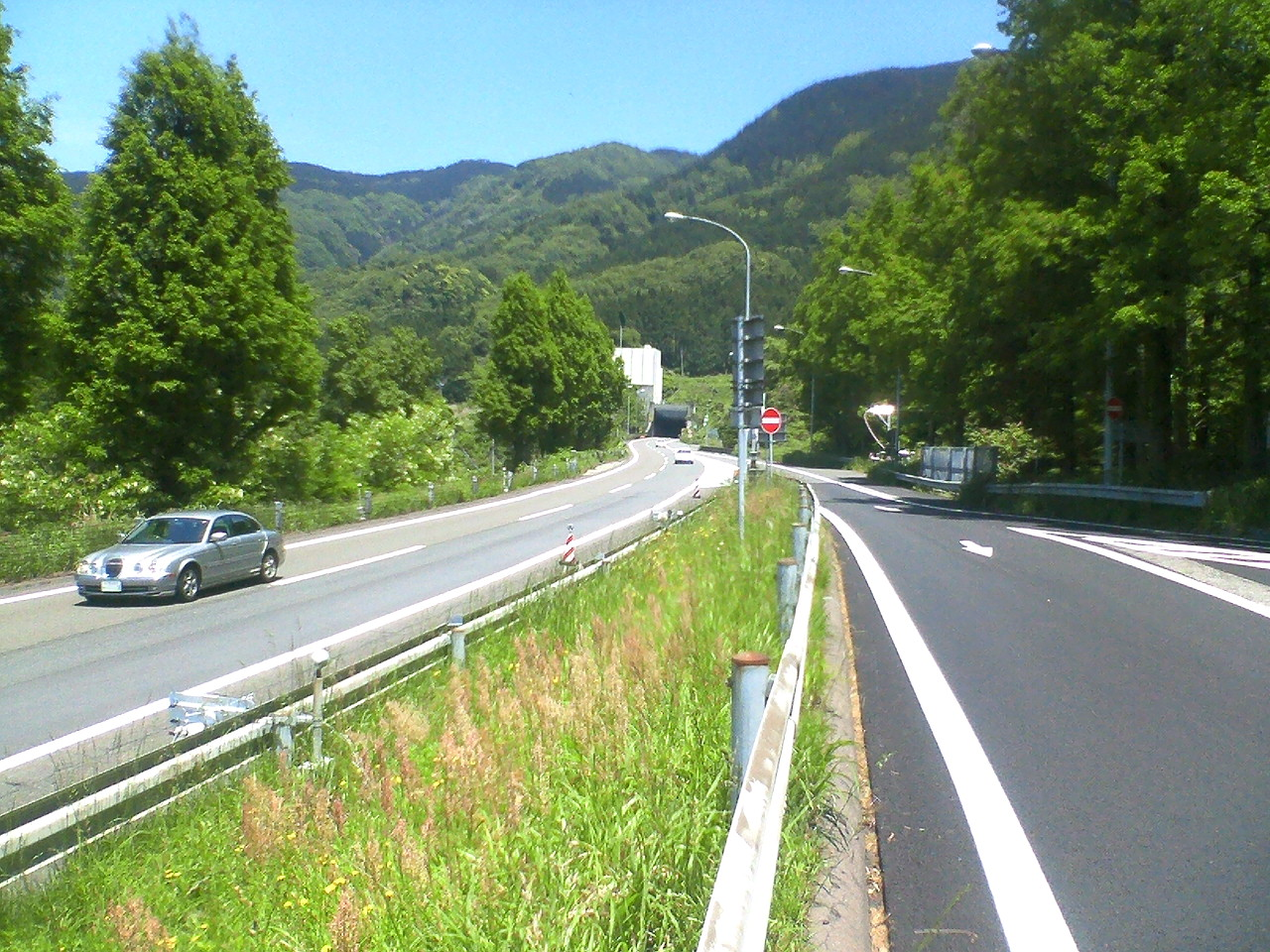
上り線 杉津PAから敦賀トンネル出口を望む